# Véra Sergine
Véra Sergine (18 de agosto de 1884 – 19 de agosto de 1946), nascida Marie Marguerite Aimée Roche, era uma atriz francesa (embora seu nome artístico significasse que ela era frequentemente descrita como russa). Ela era casada com o ator Pierre Renoir e era mãe do cineasta Claude Renoir.

## Início da vida
Marie Marguerite Aimée Roche nasceu em Paris. Seu pai trabalhava no Ministério da Justiça e Religião. Ela se formou como atriz no Conservatoire de Paris, e ganhou o primeiro prêmio enquanto lá, por Tragedy.

## Carreira
Sergine foi uma atriz de teatro em Paris. Ela apareceu em Une lâche (1907) com Albert Dieudonné, Le Grand Soir (1908), O Cardeal das Crianças, L'Aiglon, e Racine's Phedre. O crítico André Germain a considerou uma das "três melhores atrizes de Paris" em 1921, ao lado de Berthe Bady e Ève Francis.
Seu sogro, Pierre-Auguste Renoir, pintou seu retrato em 1914. Durante a Primeira Guerra Mundial, ela viajou a um hospital militar para contar ao ferido Jean Renoir sobre a morte de sua mãe, Aline Charigot, e causou rebuliço com seu vestido curto e cabelos curtos. O episódio foi incorporado ao filme de Renoir de 1937, La Grande Illusion. Em 1916, ela recitou a Ode de Saint-Georges de Bouhélier aos Nossos Amigos dos Estados Unidos, em um evento na Sorbonne.

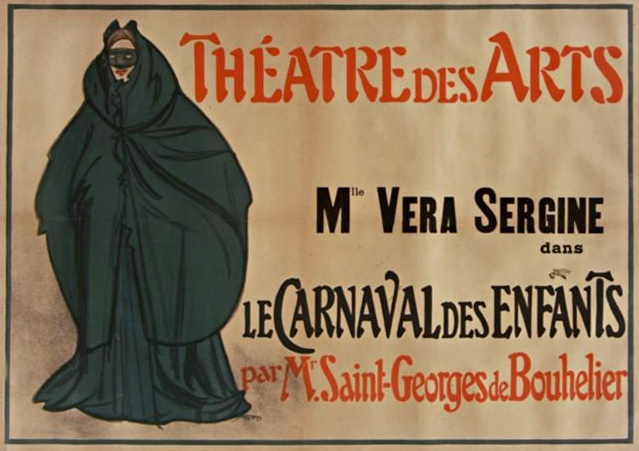
Cartaz de 1910 anunciando Vera Sergine no Carnaval des Enfants

Sergine continuou atuando na década de 1920 e era considerada um exemplo do estilo feminino de Paris. Em 1927, fez digressões como atriz como "embaixadora da moda francesa", na Ásia e na América do Norte.

## Vida pessoal
Véra Sergine casou-se com o ator Pierre Renoir em 1914; eles se divorciaram em 1925. Eles tiveram um filho, o cinegrafista Claude Renoir, nascido em 1913. Ela também teve um relacionamento com o ator Henri Rollan. Ela morreu em 1946, em Cagnes-sur-Mer, aos 62 anos.